# Wendel (voetballer)
Marcus Wendel Valle da Silva (Duque de Caxias, 28 augustus 1997 – alias Wendel – is een Braziliaans voetballer die doorgaans als middenvelder speelt. Hij verruilde Sporting Portugal in 2020 in voor Zenit Sint-Petersburg.

## Carrière
Wendel speelde in de jeugd van Tigres do Brasil en Fluminense. Hij debuteerde op 15 maart 2017 in het betaald voetbal. Hij kreeg die dag een basisplaats bij Fluminense tijdens met 3–2 gewonnen wedstrijd in de Copa do Brasil, thuis tegen Criciúma. Zijn debuut in de Série A volgde op 14 mei 2017. Ook die dag stapte hij van het veld na een 3–2 overwinning, ditmaal op Santos. Wendel maakte op 18 juni 2017 voor het eerst een doelpunt als profvoetballer. Hij zorgde die dag voor de 1–0 tijdens een competitiewedstrijd die in 2–2 eindigde, thuis tegen Flamengo.

## Clubstatistieken
| Seizoen         | Club                 | Competitie      | Competitie | Competitie | Beker | Beker | Internationaal | Internationaal | Totaal | Totaal |
| Seizoen         | Club                 | Competitie      | Wed.       | Dlp.       | Wed.  | Dlp.  | Wed.           | Dlp.           | Wed.   | Dlp.   |
| --------------- | -------------------- | --------------- | ---------- | ---------- | ----- | ----- | -------------- | -------------- | ------ | ------ |
| 2017            | Fluminense           | Série A         | 33         | 5          | 5     | 0     | 8              | 1              | 46     | 6      |
| 2017/18         | Sporting Lissabon    | Primeira Liga   | 4          | 0          | 0     | 0     | 0              | 0              | 4      | 0      |
| 2018/19         | Sporting Lissabon    | Primeira Liga   | 21         | 1          | 9     | 2     | 3              | 0              | 33     | 3      |
| 2019/20         | Sporting Lissabon    | Primeira Liga   | 28         | 3          | 5     | 0     | 6              | 0              | 39     | 1      |
| 2020/21         | Zenit St. Petersburg | Premjer-Liga    | 15         | 2          | 2     | 0     | 6              | 0              | 23     | 2      |
| 2021/22         | Zenit St. Petersburg | Premjer-Liga    | 25         | 3          | 2     | 0     | 8              | 1              | 35     | 4      |
| 2022/23         | Zenit St. Petersburg | Premjer-Liga    | 25         | 8          | 8     | 1     | —              | —              | 33     | 9      |
| 2023/24         | Zenit St. Petersburg | Premjer-Liga    | 27         | 4          | 8     | 0     | —              | —              | 35     | 4      |
| 2024/25         | Zenit St. Petersburg | Premjer-Liga    | 0          | 0          | 1     | 1     | —              | —              | 1      | 1      |
| Carrière totaal | Carrière totaal      | Carrière totaal | 178        | 26         | 40    | 4     | 31             | 2              | 249    | 30     |

Bijgewerkt tot en met 16 juli 2024.

## Erelijst
| Taça de Portugal | 1x | 2018/19 |
| Taça da Liga     | 1x | 2018/19 |